# 29P/Schwassmann-Wachmann
29P/Schwassmann-Wachmann, también conocido como Schwassmann-Wachmann 1 es un cometa de periodo corto de la Familia de Júpiter. Fue descubierto por los astrónomos alemanes Arnold Schwassmann y Arno Wachmann desde el Observatorio de Hamburgo-Bergedorf el 15 de noviembre de 1927.

## Órbita
Tiene una órbita casi circular y baja excentricidad, totalmente exterior a la del planeta Júpiter y muy influida por él, presenta un parámetro de Tisserand menor de 3, lo que le clasifica como un cometa de la Familia de Júpiter pero también, al presentar un afelio menor de 30 UA, el semieje de la órbita de Neptuno, se le considera también un centauro, siendo este un caso de un cuerpo en plena transición entre esas dos clases de cuerpos menores. De hecho, se considera este tipo de órbitas como la de este cometa, de baja excentricidad y cercanas a Júpiter, afelios menores de 7,8 UA, como la parada de paso necesaria entre ambos tipos de objetos.[cita requerida]
El cometa tiene una conjunción con Júpiter cada 50 años, lo que altera su órbita. De hecho presenta esta baja excentricidad desde su último encuentro en 1975 y se espera que en 2038, fecha de la próxima conjunción, se doble su excentricidad y su semieje mayor y afelio se incrementen también significativamente. Simulaciones a futuro indican que tiene una probabilidad del 65 % de convertirse en un miembro pleno de la Familia de Júpiter de cometas en los próximos 10 000 años.

## Características físicas
Su relativamente constante distancia al Sol, hace que tenga un núcleo cometario muy activo. Cuando pasa entre las órbitas de los planetas Júpiter y Saturno, la gran cantidad de agua congelada que hay en su superficie se sublima (pasa de estado sólido a gaseoso) arrastrando grandes cantidades de polvo y provocando estallidos cada cincuenta días terrestres aproximadamente.